# Militärflugplatz Kuweyres

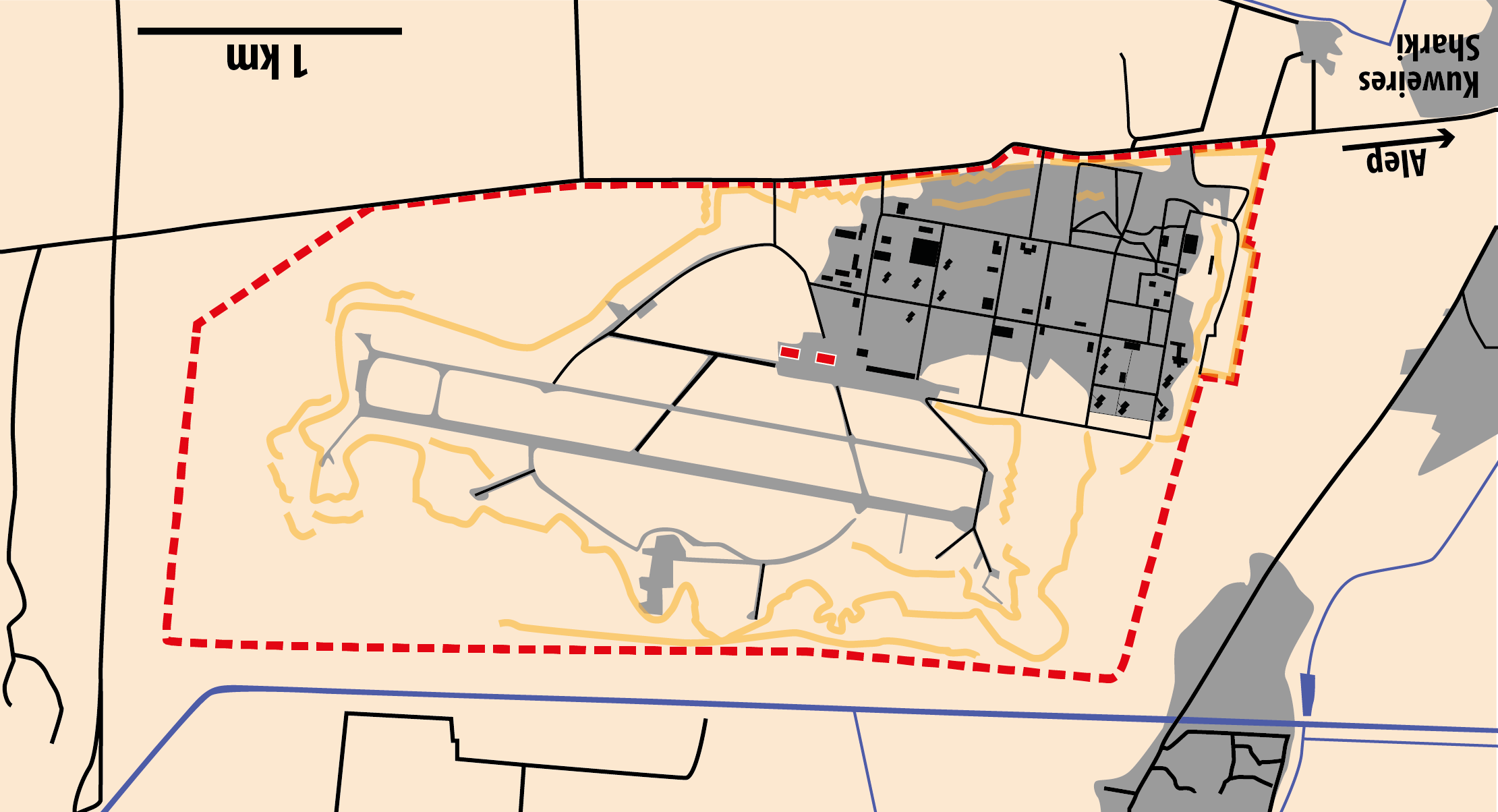
Kuweires Flughafen (2014). Basisgrenzen in rot gepunkteten Linien, Befestigungen in Orange, Flugzeughangars in Rot, Gebäuden in Schwarz

Der syrische Militärflugplatz Kuweyres ist eine militärische Anlage der Streitkräfte Syriens auf einer Fläche von rund 15 km2. Sie liegt etwa 30 Kilometer östlich von Aleppo.

## Geschichte
Der Stützpunkt wurde von Milizen der Terrororganisation Islamischer Staat belagert. Im August 2015 scheiterte ein Ausbruchsversuch der Soldaten der syrischen Armee unter hohen Verlusten. Erst im November 2015 wurde die Belagerung von der Spezialeinheit Tiger Forces der Armee durchbrochen. Nach Angaben von Brigadegeneral Munzer Zaman, Befehlshaber in Kuweyres im Juli 2016, wurden während der gesamten Belagerung von 1100 Verteidigern rund 800 getötet.
Am 25. Juli 2024 griffen ukrainische Spezialeinheiten des GUR laut ukrainischen Berichten auf dem Militärflugplatz Kuweyres stationierte russische Streitkräfte an und zerstörten elektronische Ausrüstung.

## Aktuelle Nutzung

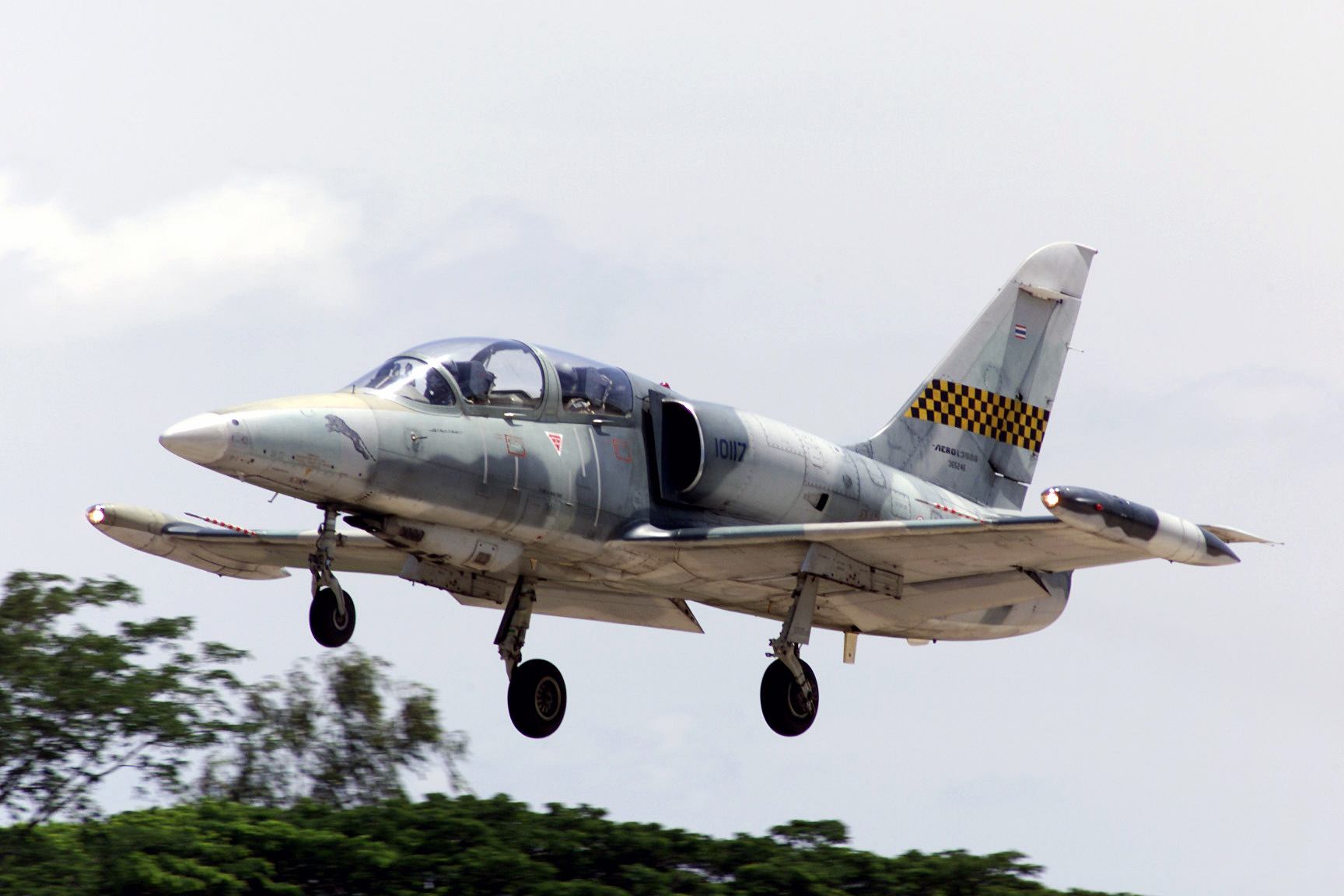
Eine ehemalige L-39 Albatros der thailändischen Luftstreitkräfte.

Nachdem die Milizen zurückgedrängt wurden, wurde das Areal durch die syrische Regierung und mit Hilfe der russischen Regierung wieder aufgebaut. Der Flughafen ist seit 2018 die einzige Kampfpilotenschule in Syrien. Als Flugzeuge stehen unter anderem circa 50 Jahre alte, in der Tschechoslowakei gebaute Flugzeuge vom Typ L-39 Albatros zur Verfügung. In Ermangelung geeigneter Mechaniker werden die angehenden Kadetten ebenfalls auf Flugzeugmechanik geschult um kleine Reparaturen selbstständig durchzuführen. Seit 2021 gibt es auch Flugsimulatoren auf dem Militärareal.